# Usia notata
Usia notata är en tvåvingeart som beskrevs av Friedrich Hermann Loew 1873. Usia notata ingår i släktet Usia och familjen svävflugor. Inga underarter finns listade i Catalogue of Life.